# Jean Achard (homme politique)
Pour les articles homonymes, voir Jean Achard et Achard.
Louis Jean Baptiste Achard, né à Riom le 4 novembre 1898, et mort le 6 juin 1953 à Cistrières  est un homme politique français.

## Biographie
Fils de Jean Victor Achard, pharmacien, et de Marie Antoinette Goy, Louis Jean Baptiste Achard nait le 4 novembre 1898 rue du Commerce à Riom.
Il se marie 4 juin 1923 à Saint-Germain-l'Herm avec Jeanne Gabrielle Yvonne Monier
Il fut directeur de la Confédération générale des planteurs de betteraves (CGB) de 1926 à 1939.
- Secrétaire d'État au ravitaillement du 13 décembre 1940 au 9 février 1941 dans le deuxième gouvernement Flandin
- Secrétaire d'État au ravitaillement du 25 février au 17 juillet 1941 dans le gouvernement Darlan (il fut remplacé en cours de mandat en raison de son implication dans une affaire de marché noir[4]).

En 1944, il devient le premier directeur de l'Institut technique de la betterave (ITB).

Recherché comme collaborateur après la libération de Paris, son domicile, 85 avenue des Ternes à Paris 17e, est perquisitionné, mais il avait quitté cette adresse dès l'entrée des Alliés dans la capitale.
Le 13 juin 1946, la Haute Cour de justice prononce en sa faveur un non-lieu, justifié par des faits de résistance, notamment d'avoir protégé des personnes recherchées par les Allemands et d'avoir fourni des informations au Bureau central de renseignements et d'action sur le ravitaillement en France.